# Granhogen
Granhoge hög, alternativt Hogen, är en av Bohusläns största gravhögar, belägen i Högås socken ca 15 kilometer väster om Uddevalla.
Gravhögen är från 500-talet e.Kr. Den är 30 meter i diameter, 3,3 meter hög och ligger på ett åskrön med vidsträckt utsikt.